# Downtown (Los Angeles)

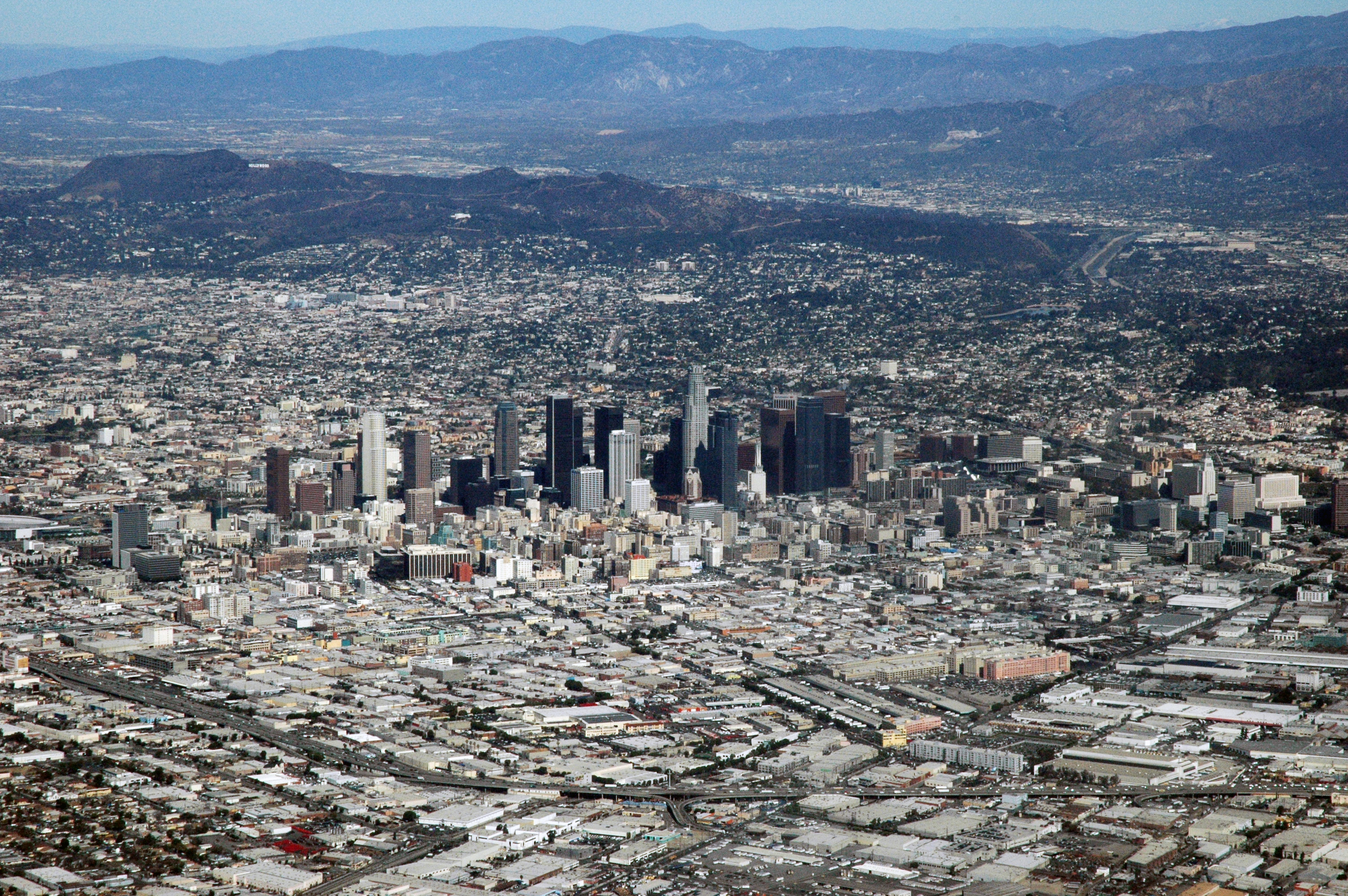
Pohled z výšky na Downtown Los Angeles.

Downtown či Downtown L.A. je čtvrť města Los Angeles ve státě Kalifornie v USA. Jde o centrální obchodní čtvrť města i celé jihokalifornské megalopole. Sídlí zde místní radnice, soudní dvůr a další státní instituce, ve čtvrti Financial District pak mnohé nadnárodní společnosti. Downtown je také jedním z center kultury a umění Los Angeles. Nachází se zde Muzeum současného umění či Walt Disney Concert Hall. Při akci Art Walk jsou pak jednou měsíčně veřejnosti otevírány soukromé galerie.
Downtown má rozlohu 15,1 km² (5,84 sq mi), v roce 2008 zde žilo 39 537 obyvatel.

## Historie

### Raná Léta
Nejstarší známe osídlení této čtvrti bylo indiány kmene Tongva. Pozdější když Juan Crespí, španělský misionář prozkoumával místo pro katolickou misii, poznamenal v roce 1769, že je region vhodný pro velké osídlení. 4. září 1781 bylo město založeno skupinou osadníku, kteří přešli na sever od dnešního Mexika.

## Části Downtownu

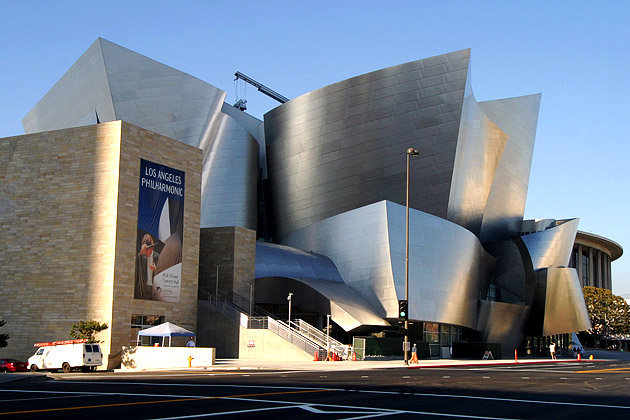
Walt Disney Concert Hall na Bunker Hill

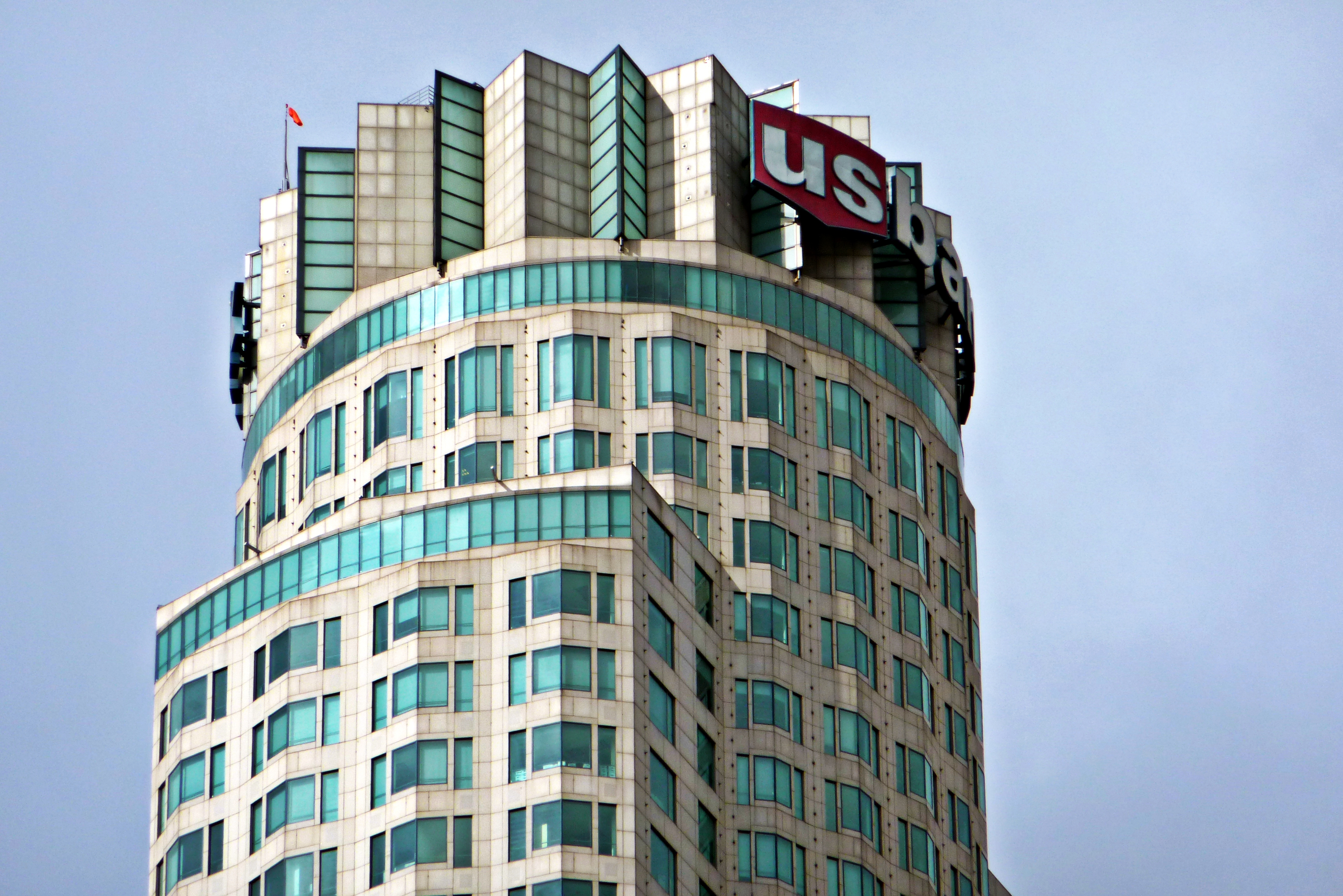
horní část budovy U.S. Bank ve Financial District

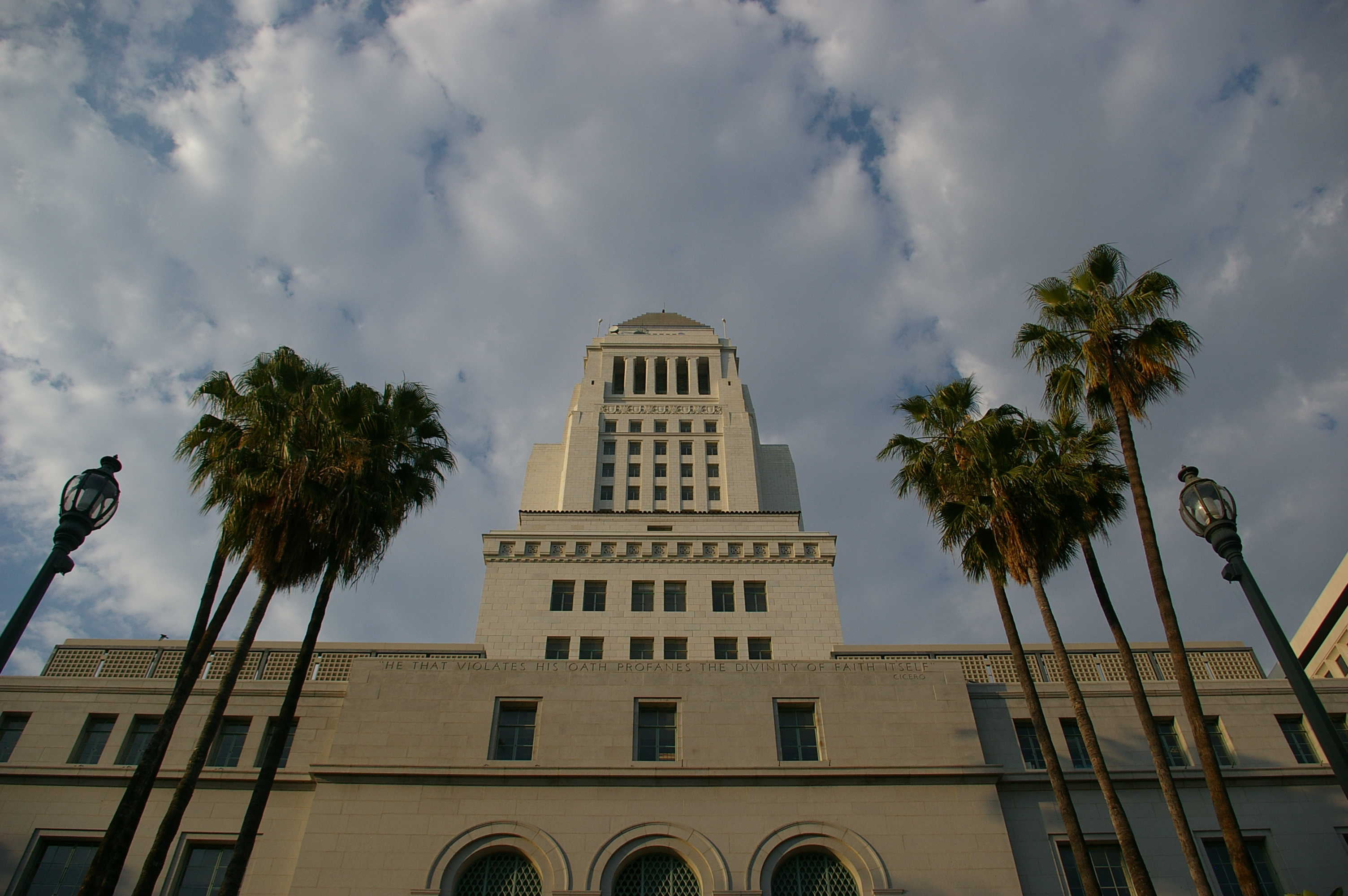
LA City Hall v Civic Center

Downtown L.A. se skládá z několika dalších čtvrtí, tzv. distriktů:
- Financial District
- Civic Center
- Historic Core
- South Park
- Bunker Hill
- El Pueblo
- Little Tokyo
- Arts District
- Fashion District
- Flower District
- Jewelry District
- Toy District
- Warehouse District